# سیارک ۲۴۱۵۴
سیارک ۲۴۱۵۴ (به انگلیسی: 24154 Ayonsen، نامگذاری:1999VP188) بیست و چهار هزار و صد و پنجاه و چهارمین سیارک کشف شده‌است که در ۱۵ نوامبر ۱۹۹۹ کشف شد.
قدر مطلق سیارک برابر ۱۱٫۲ است.